# Beto Sicupira
Carlos Alberto Veiga Sicupira (Rio de Janeiro, 1 de maio de 1948) é um empresário brasileiro. Também conhecido como Beto Sicupira, é o quarto homem mais rico do Brasil e o 162º do mundo, atuando em vários setores, principalmente nos setores de bebidas e varejo.

## Biografia
Nascido em 1948, no Rio de Janeiro, formou-se em administração de empresas pela Universidade Federal do Rio de Janeiro (UFRJ). Além disso, diplomou-se na Harvard Business School, nos Estados Unidos. É chamado pelos mais íntimos de Beto e começou a trabalhar ainda adolescente, em um negócio de carros usados.
Junto com seus parceiros de investimentos Jorge Paulo Lemann e Marcel Herrmann Telles, o trio de brasileiros são sócios da companhia belga-brasileira Anheuser-Busch Inbev, a maior cervejaria do mundo, dona de 25% do mercado global e além de ser uma das 5 maiores empresas do mundo de produtos de consumo e da 3G Capital, que juntos com Warren Buffett, são sócios das empresas Burger King e Heinz.
A empresa emprega aproximadamente 116 000 pessoas em mais de 30 países e em 2020, a AB Inbev reverteu lucro e registrou prejuízo de US$ 2,25 bilhões no 1º trimestre, a receita desse período foi de US$ 11 bilhões, diferente e menor do que os US$ 12,22 bilhões registrado no mesmo intervalo de tempo do ano anterior.
Além de atuar no setor de bebidas, Carlos Alberto Sicupira e seus parceiros controlam as Lojas Americanas, empresa brasileira do segmento de varejo fundada em 1929 que conta, atualmente, com mais de 1100 estabelecimentos de vendas em 26 estados do Brasil e também no Distrito Federal.
No ano 2000, a família Sicupira criou a Fundação Brava, que investe em projetos de melhoria da gestão pública e de ONGs. Junto com seus sócios e amigos Lemann e Telles, ele é um dos líderes da Fundação Estudar, voltada ao desenvolvimento de lideranças.
Em 2011, Carlos Alberto Sicupira foi considerado pela revista Forbes a 6ª pessoa mais rica do Brasil e a 176ª do mundo, com uma fortuna avaliada em US$ 5,5 bilhões. Em 2013, Carlos Alberto Sicupira foi considerado, novamente, pela revista Forbes a 8ª pessoa mais rica do Brasil, com uma fortuna de R$ 16,78 bilhões.
Em agosto de 2014, Carlos Alberto Sicupira foi considerado pela revista Forbes a 4ª pessoa mais rica do Brasil.
Listado em 2016 entre os 70 maiores bilionários do Brasil pela revista Forbes.
Em 2017, Sicupira e seus sócios controladores na São Carlos Empreendimentos e Participações, Jorge Paulo Lemann e Marcel Telles, transferiram 30 751 241 ações de emissão da companhia a seus herdeiros e sucessores legais.